# Pachyurus squamipennis
Pachyurus squamipennis es una especie de pez de la familia Sciaenidae en el orden de los Perciformes.

## Morfología
Los machos pueden llegar alcanzar los 29,1 cm de longitud total.

## Hábitat
Es un pez de clima subtropical y bentopelágico.

## Distribución geográfica
Se encuentra en Sudamérica:  cuenca del río São Francisco en Brasil.

## Observaciones
Es inofensivo para los humanos.